# 평림댐

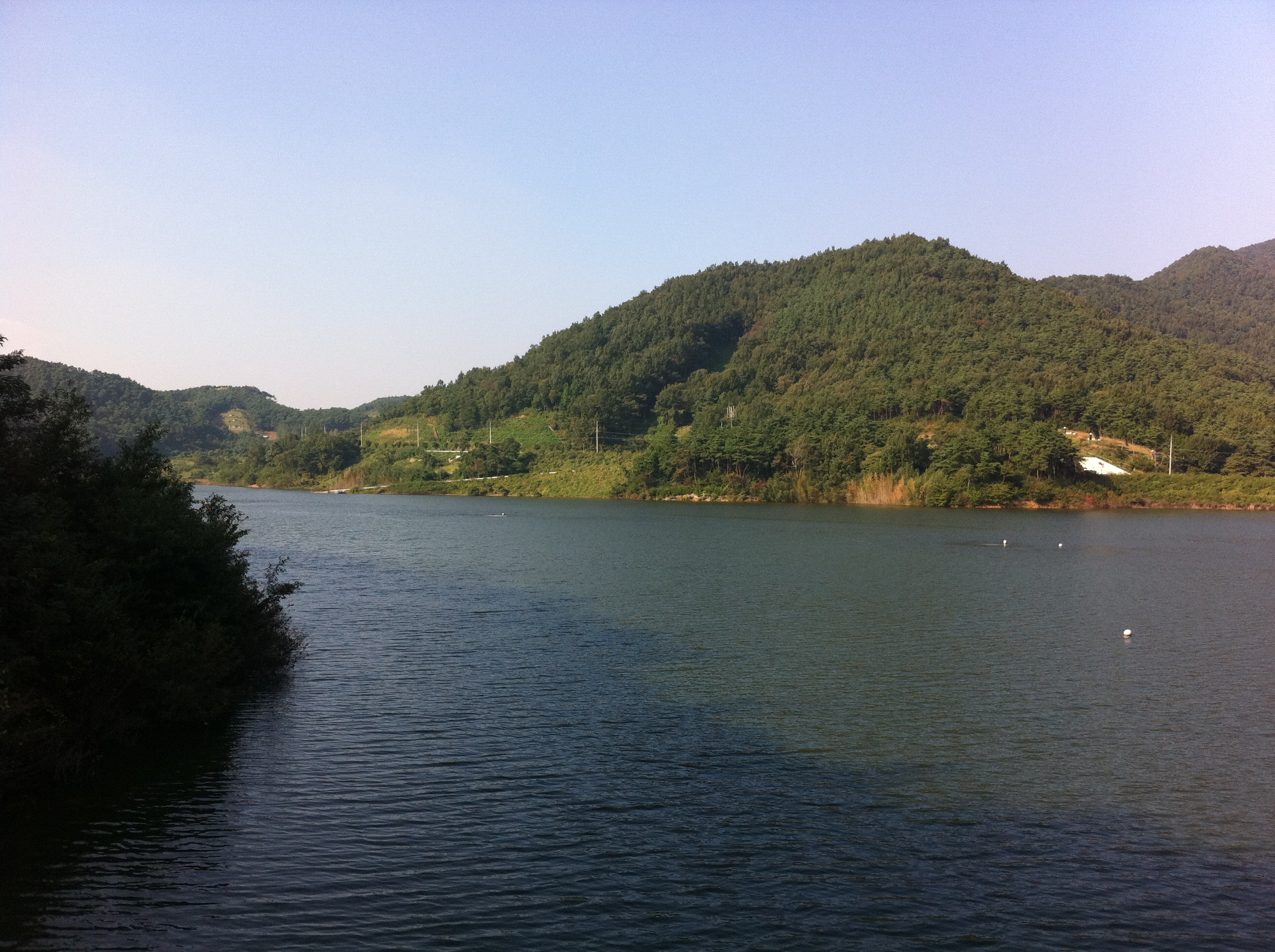
평림호

평림댐은 전라남도 장성군 삼계면 수옥리에 있는 댐이다. 평림천을 수원으로 사용하며 2001년 11월 30일에 착공하여 2007년 12월 20일에 준공하였다. 높이 37.3m, 길이 390.5m, 총저수량 847만t의 중심코아형 석괴댐으로 주로 생활용수와 공업용수를 공급하는 역할만 하며 발전시설은 없다.

## 시설 개요
- 하천명 : 평림천
- 위치 : 전라남도 장성군 삼계면 수옥리
- 사업기간 : 2001년 11월 30일 ~ 2007년 12월 20일

### 본댐
- 형식 : 중심코아형 석괴댐
- 길이 : 390.5m
- 높이 : 37.3m

### 저수지
- 명칭 : 평림호
- 총저수용량 : 8.47백만t
- 저수면적 : 19.89km3

## 이용 현황
- 평림댐은 전남서부권지역인 담양군, 영광군, 장성군, 함평군에 생활용수와 공업용수를 공급한다.